# Draugr

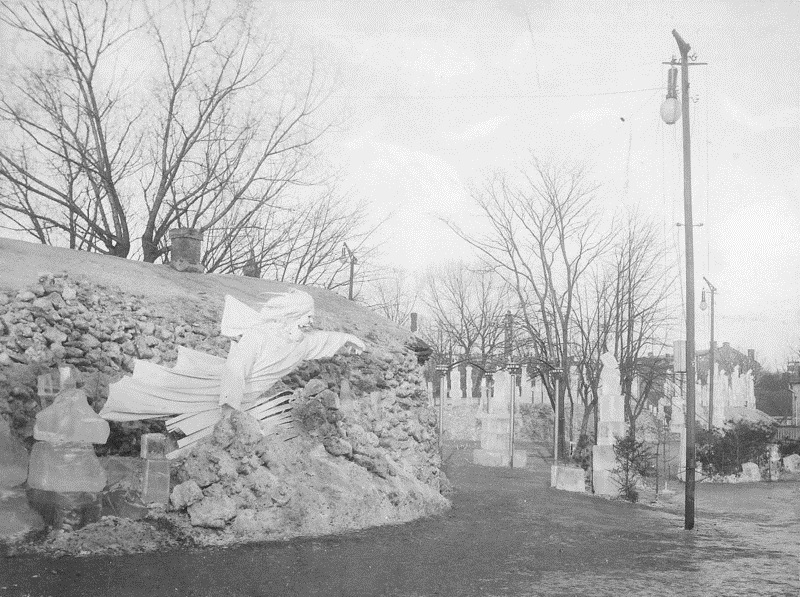
Uma escultura de gelo represento um draugr.

Draugr ou draug (em nórdico antigo: draugr; em norueguês, sueco e dinamarquês: draugen), também conhecido como aptrgangr (literalmente "o que caminha de novo", ou "o que caminha depois da morte") é uma criatura classificada como um morto-vivo na mitologia nórdica.
O significado original da palavra em nórdico antigo é "fantasma"; a literatura medieval distingue claramente os draug-do mar e os draug-terrestres. 
Os escandinavos contemporâneos acreditavam que eles habitavam as tumbas dos guerreiros viquingues, usando os corpos dos defuntos. Uma vez que os sepulcros dos homens mais importantes continham grande riqueza, os "Draugr" guardavam zelosamente os seus tesouros, mesmos após a morte.
O cognato em inglês antigo era "dréag" ("aparição, fantasma"). A palavra gaélica "dréag" ou "driug" cujo significado é "presságio, meteoro" provém do inglês antigo ou mesmo do nórdico antigo.